# Hazlehurst (Mississippi)
Hazlehurst ist eine Stadt im Copiah County, Mississippi, Vereinigte Staaten, die nach George Hazlehurst, einem Eisenbahningenieur, benannt wurde. Das U.S. Census Bureau hat bei der Volkszählung 2020 eine Einwohnerzahl von 3619 ermittelt. Sie ist der Sitz der Countyverwaltung (County Seat) des Copiah Countys.

## Demografie
Nach der Volkszählung im Jahr 2000 lebten hier 4400 Menschen in 1594 Haushalten und 1131 Familien. Die Bevölkerungsdichte betrug 388 pro km². Es wurden 1752 Wohneinheiten erfasst. Ethnisch betrachtet setzte sich die Bevölkerung zusammen aus 29,3 % weißer Bevölkerung, 68,6 % Afroamerikanern, 0,5 % Asiaten und 0,6 % aus anderen ethnischen Gruppen; 1,0 % gaben die Abstammung von mehreren Ethnien an. 2,1 % der Einwohner waren spanischer oder lateinamerikanischer Abstammung.
Von den 1594 Haushalten hatten 34,3 % Kinder oder Jugendliche, die mit ihnen zusammen lebten. 36,5 % waren verheiratete, zusammenlebende Paare, 28,0 % waren allein erziehende Mütter und 29,0 % waren keine Familien. 26,6 % bestanden aus Singlehaushalten und in 13,4 % lebten Menschen im Alter von 65 Jahren oder darüber. Die durchschnittliche Haushaltsgröße betrug 2,68, die durchschnittliche Familiengröße 3,20 Personen.
Die Bevölkerung verteilte sich auf 28,1 % unter 18 Jahren, 10,4 % von 18 bis 24 Jahren, 25,6 % von 25 bis 44 Jahren, 19,9 % von 45 bis 64 Jahren und 16,0 % von 65 Jahren oder älter. Das durchschnittliche Alter (Median) betrug 35 Jahre. Auf 100 weibliche Personen kamen 82,7 männliche Personen und auf 100 Frauen im Alter von 18 Jahren oder darüber kamen 76,3 Männer.
Das jährliche Durchschnittseinkommen eines Haushalts (Median) betrug 25.008 US-$, das Durchschnittseinkommen einer Familie 26.081 $. Männer hatten ein Durchschnittseinkommen von 27.066 $, Frauen 19.475 $. Das Pro-Kopf-Einkommen betrug 11.839 $. Unter der Armutsgrenze lebten 24,0 % der Familien und 26,3 % der Einwohner, darunter 35,8 % unter 18 Jahren und 26,7 % im Alter von 65 Jahren oder älter.

## Söhne und Töchter der Stadt
In Hazlehurst geboren sind:
- Clifford Davis (1897–1970), Politiker
- Robert Johnson (1911–1938), Bluesmusiker
- Ruth Ford (1911–2009), Schauspielerin
- Houston Boines (1918–1970), Bluessänger und Mundharmonikaspieler
- Max Dale Cooper (* 1933), Immunologe